# Julie McNiven
Julie Elizabeth McNiven (Amherst, Massachusetts, 11 de octubre de 1981) es una actriz y cantante estadounidense. 
McNiven nació en Amherst, Massachusetts, y empezó en producciones de teatro comunitario. Es conocida por sus papeles recurrentes en Mad Men y Supernatural. McNiven tuvo un papel recurrente en la segunda temporada de Stargate Universe. 
Estudió como trapecista en sus años adolescentes. Es graduada de la Universidad Salem.

## Filmografía

### Cine
| Año  | Título                         | Papel       | Notas        |
| ---- | ------------------------------ | ----------- | ------------ |
| 2005 | Dangerous Crosswinds           | Sue Barrett |              |
| 2006 | Doses of Roger                 | Anna        | Cortometraje |
| 2007 | Go Go Tales                    | Madison     |              |
| 2008 | Bluff Point                    | Chica       | Cortometraje |
| 2009 | The Cave Movie                 | Julie       |              |
| 2010 | Failing Better Now             | Anna        |              |
| 2010 | Office Politics                | Tess        | Cortometraje |
| 2010 | Sodales                        | Madre       | Cortometraje |
| 2012 | Coffees                        | Jessica     | Cortometraje |
| 2012 | Soylent                        | Shelley     | Cortometraje |
| 2013 | The Caterpillar's Kimono       | Helen       |              |
| 2013 | Screwed                        | Emma        |              |
| 2014 | The Possession of Michael King | Beth King   | En filmación |

### Televisión
| Año       | Título                       | Papel              | Notas                                                    |
| --------- | ---------------------------- | ------------------ | -------------------------------------------------------- |
| 2006      | Waterfront                   | Tiffany            | Episodio: "Sting Like a Butterfly"                       |
| 2006      | Law & Order: Criminal Intent | Suzie Walker       | Episodio: "Weeping Willow"                               |
| 2007-2009 | Mad Men                      | Hildy              | Papel recurrente (20 episodios)                          |
| 2008-2009 | Supernatural                 | Anna Milton        | Papel recurrente (5 episodios)                           |
| 2009      | Desperate Housewives         | Emily Portsmith    | Episodios: "The Coffee Cup", "Would I Think of Suicide?" |
| 2010      | Supernatural                 | Anna Milton        | Episodio: "The Song Remains the Same"                    |
| 2010-2011 | Stargate Universe            | Ginn               | Papel recurrente (8 episodios)                           |
| 2011      | Fringe                       | Mona Foster        | Episodio: "Immortality"                                  |
| 2011      | L.A. Noire                   | Ruth Douglas (voz) | Videojuego                                               |
| 2011      | Nikita                       | Alicia             | Episodio: "Falling Ash"                                  |
| 2011      | House                        | Mickey Darro       | Episodio: "Dead & Buried"                                |
| 2012      | Book Club                    | Aubrey             | Papel regular (7 episodios)                              |
| 2012      | Hawaii Five-0                | Jenny Burgess      | Episodio: "Lana I Ka Moana"                              |
| 2012      | NCIS                         | Kim Taylor         | Episodio: "The Namesake"                                 |
| 2014      | Motive                       | Meredith Taylor    | Episodio: "Overboard"                                    |